# Gladstone (piłkarz)
Gladstone, właśc. Gladstone Pereira della Valentina (ur. 29 stycznia 1985 w Vila Velha) – brazylijski piłkarz grający na pozycji środkowego obrońcy. Zawodnik klubu URT. Jest wychowankiem klubu Cruzeiro EC. Następnie był wypożyczany kolejno do takich klubów jak Juventus F.C., Hellas Werona, Sporting CP, SE Palmeiras i Náutico. Grał też w FC Vaslui.